# Hutchinson’s Hole
Hutchinson’s Hole ist eine große Doline (sinkhole) in Saint Ann, im nördlichen Teil Jamaikas. Sie wurde nach dem Serienmörder aus dem 18. Jahrhundert Lewis Hutchinson benannt, der das Erdloch benutzte, um Leichen zu entsorgen. Seine Tiefe beträgt 98 m, mit einem Höhleneingang von fünf mal drei Meter, der sich am tiefsten Punkt auf bis zu 18 mal 25 Meter weitet.
In der Doline wurden über die Jahre weitere Leichen gefunden.